# Todeňská hora
Todeňská hora är en kulle i Tjeckien.   Den ligger i regionen Södra Böhmen, i den södra delen av landet, 140 km söder om huvudstaden Prag. Toppen på Todeňská hora är 608 meter över havet, eller 109 meter över den omgivande terrängen. Bredden vid basen är 1,7 km.
Terrängen runt Todeňská hora är huvudsakligen platt, men söderut är den kuperad.Runt Todeňská hora är det ganska glesbefolkat, med 21 invånare per kvadratkilometer. Närmaste större samhälle är České Budějovice, 15,7 km norr om Todeňská hora. I omgivningarna runt Todeňská hora växer i huvudsak blandskog.